# Alchon
Alchon (auch Alkhon genannt) ist der Name einer spätantiken zentralasiatischen Stammesgruppe, die um 400 im  heutigen Afghanistan in der Region Kabul eine lokale Herrschaft etablieren konnte und im frühen 6. Jahrhundert Teile Nordwestindiens eroberte. Der Name Alchon ist nur auf Münzen belegt, schriftliche Quellen berichten nicht direkt über sie.

## Geschichte
Die Alchon sind eine Gruppe der sogenannten „Iranischen Hunnen“, die aber sehr wahrscheinlich in keiner direkten Beziehung zu den Hunnen in Europa stand. Der Begriff der „Iranischen Hunnen“ geht auf die numismatischen Forschungen Robert Göbls zurück. Göbl ging aufgrund der Auswertung der Münzprägungen von vier Gruppen aus: Die Kidariten, die Alchon-Gruppe, die Nezak-Gruppe und schließlich die Hephthaliten.
Die Alchon scheinen gegen Ende des 4. Jahrhunderts den Hindukusch überquert zu haben. Sie verdrängten die Kidariten und konnten eine lokale Herrschaft errichten; noch in der Zeit Schapurs III. hörten die persischen Münzprägungen in Kabul auf. Die Münzprägestätte dort wurde anscheinend von den Alchon übernommen; der Verlust einer ihrer zentralen Prägestätten war ein schwerer Schlag für die Sassaniden.
Die Einzelheiten für die folgende Zeit sind unklar. Nach der Mitte des 5. Jahrhunderts gelang es den Alchon aber anscheinend, die Kidariten aus Gandhara zu verdrängen und dort ebenfalls die Herrschaft zu übernehmen; die letzte kidaritische Gesandtschaft nach Nordchina zu den T’o-pa ist für das Jahr 477 belegt. Um die Mitte des 5. Jahrhunderts ist auch der Alchonkönig Khingila (gestorben ca. 490) durch Münzprägungen belegt. Nachdem es im späten 5. Jahrhundert wohl zu Konflikten mit indischen Herrschern im Randbereich kam (anscheinend reichte der Einfluss der Alchon bereits in dieser Zeit bis nach Taxila), verlagerten die Alchon im frühen 6. Jahrhundert ihren Herrschaftsbereich weitgehend in den nordwestindischen Raum. 

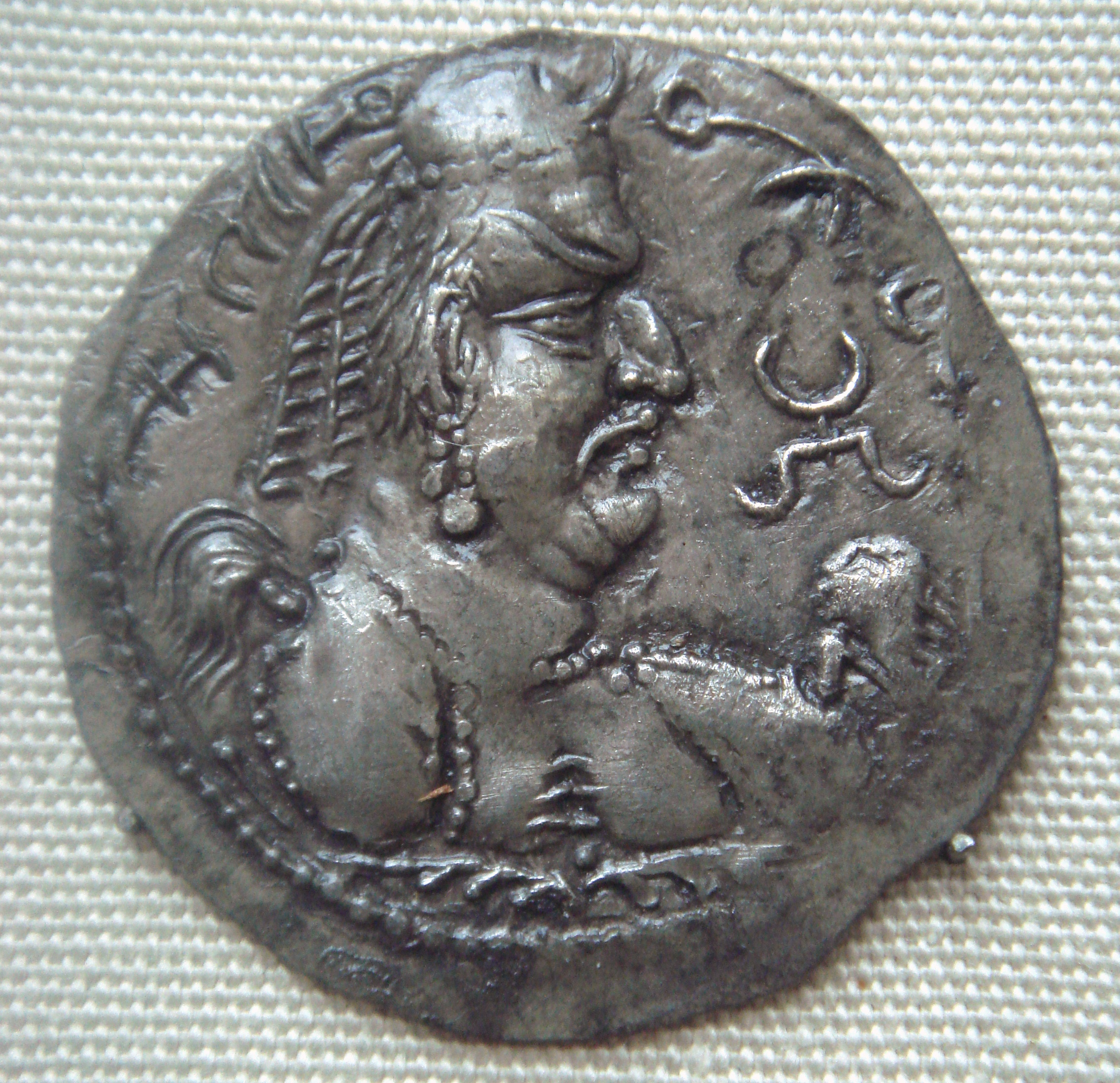
Alchonmünze mit der Darstellung König Khingilas

In der neueren Forschung wird die Alchon-Gruppe oft mit den in indischen Quellen pauschal als Hunas („Hunnen“) bezeichneten Angreifern gleichgesetzt, die um 500 nach Nordindien vordrangen. Problematisch ist, dass die indischen Quellen wenig differenziert berichten und es somit nicht ganz klar es, um welche Gruppen der iranischen Hunnen es sich bei diesen Angreifern gehandelt hat. Es scheint ein Unterschied zwischen der Alchon-Gruppe und den eigentlichen Hephthaliten bestanden zu haben, über die Prokopios von Caesarea in seinen Historien berichtet und die um 500 in Baktrien und Sogdien ihre Herrschaft konsolidierten. Teils wird zwar angenommen (so zuletzt von Frantz Grenet), dass es sich bei diesen Hunas um die besagten Hephthaliten gehandelt habe, doch ist dies nicht die gängige Lehrmeinung. Der numismatische Befund deutet hingegen recht eindeutig auf die Alchon hin.
Die Hunas stießen unter ihrem Herrscher Toramana im frühen 6. Jahrhundert in das Gupta-Reich vor. Die Herrschaft der Guptas brach unter den Angriffen der Hunas faktisch zusammen, in indischen Berichten werden die Verwüstungen eingehend beschrieben. Dem Aulikara-Herrscher Prakashadharma gelang um das Jahr 510 ein Sieg über die Alchon und/oder verwandte Stammesgruppen. Auf Toramana folgte (wohl um 515) dessen Sohn als neuer Herrscher nach, der um 540/50 verstorbene Mihirakula. Mihirakula, der anscheinend ein Shivaanhänger war, ging hart gegen Anhänger des Buddhismus vor und wird in den indischen Quellen überaus negativ geschildert; er gilt sogar als der „Attila Indiens“. Allerdings lassen archäologische Funde erkennen, dass die Hunas auch verschiedene Heiligtümer stifteten und nicht ausschließlich als Zerstörer auftraten. Mihirakula musste einige Rückschläge hinnehmen und wurde 528 von Yasodharman, dem Herrscher von Malwa, und von dem Guptaherrscher Baladitya von Magadha geschlagen. Mihirakula verlagerte den Herrschaftsschwerpunkt nach Kaschmir, wo sich die Alchon noch einige Zeit halten konnten. Als seine Hauptstadt fungierte Sakala im Punjab. Nach dem folgenden Zusammenbruch der Alchon-Herrschaft in Indien sind eventuell verbliebene Teile wieder nach Baktrien zurückgewandert; dafür spricht eine Gruppe von Alchon-Nezak-Mischprägungen, die zumindest auf eine gewisse Verschmelzung beider Gruppen hindeuten. Ansonsten verlieren sich ihre Spuren.
Indische Quellen belegen das Vordringen der Hunas bis nach Zentralindien. Inschriften Toramanas wurden in Eran (Malwa) und Inschriften Mihirakulas in Gwalior aufgestellt. Die Berichte des chinesischen Pilgers Song Yun wiederum zeichnen ein düsteres Bild von der Herrschaft Mihirakulas. Für die indische Geschichte bedeutete die Herrschaft der Hunas zwar nur ein kurzes, aber brutales Zwischenspiel. Durch die in diesem Zusammenhang erfolgte Vernichtung des Gupta-Reiches entstand auf dem indischen Subkontinent ein Machtvakuum. Zahlreiche buddhistische Gemeinden gingen unter, weitere Gruppen aus Mittelasien stießen nach Süden vor und das „klassische Zeitalter“ Indiens ging zu Ende. 
Ihren Herrschaftsanspruch dokumentierten die Alchon mit Münzprägungen, vor allem von Silbermünzen. Sie imitierten sasanidische Prägungen und benutzten anscheinend auch sasanidische Münzstempel, wobei sie den baktrischen Begriff alxanno hinzufügten. Die genaue Bedeutung des Begriffs (ob Herrschaftsbezeichnung oder Stammesname) ist unklar; erst in der nächsten Stufe erscheint auf Alchon-Prägungen der Herrschername Khingila. Es sind insgesamt fünf Drachmenprägungen nach dem sasanidischen Vorbild bekannt, die durch die Alchon-Gruppe geprägt wurden. Nach ihrem Vorstoß nach Indien prägten sie dort nach dem Vorbild der Gupta-Herrscher ebenfalls eigene Münzen.